# Танк (група)
«Танк» — літературна група українських митців, заснована 1929 у Варшаві.
Ідеолог групи — Юрій Липа; члени: Євген Маланюк, Павло Зайцев, Авенір Коломиєць, Юрій Косач, Андрій Крижанівський, Наталя Лівицька-Холодна, Петро Холодний — молодший, Олена Теліга.
1933 група перейменувалася на видавництво «Варяг».